# Karen Mantler
Karen Mantler, née le 25 avril 1966 à New York, est une pianiste, organiste, chanteuse et compositrice de jazz américaine. Elle est la fille de Michael Mantler et de Carla Bley, avec laquelle elle a beaucoup enregistré.

## Biographie

### Jeunesse
Née dans une famille de musiciens, Karen Mantler apparaît sur scène très jeune, quand sa mère place le couffin sous son piano. Elle participe à l'enregistrement d'Escalator over the Hill alors qu'elle n'est âgée que de 4 ans.
Elle fait partie du big band de Carla Bley entre 1977 et 1980. À la même période, elle étudie au Berklee College of Music.

### Carrière en solo
Karen Mantler a consacré ses débuts à son chat Arnold, lui dédiant My Cat Arnold, son premier album en tant que leader en 1989, puis Karen Mantler and Her Cat Arnold Get the Flu (« Karen Mantler et son chat Arnold ont la grippe ») en 1990. Elle célèbre la mort de celui-ci sur la scène du Festival international de jazz de Montréal en 1991, ainsi que dans son album Farewell (1996).
Dans Karen Mantler's Pet Project (2000), elle cherche un autre animal de compagnie.
En 2001, elle participe à un hommage à Robert Wyatt sur scène à Londres.
En 2014 paraît Business Is Bad, sur lequel elle chante et joue du piano et de l'harmonica, accompagnée par le bassiste Kato Hideki et Doug Wieselman à la clarinette et à la guitare. L'album est salué par la critique (AllMusic, All About Jazz,).

### AvecCarla Bley

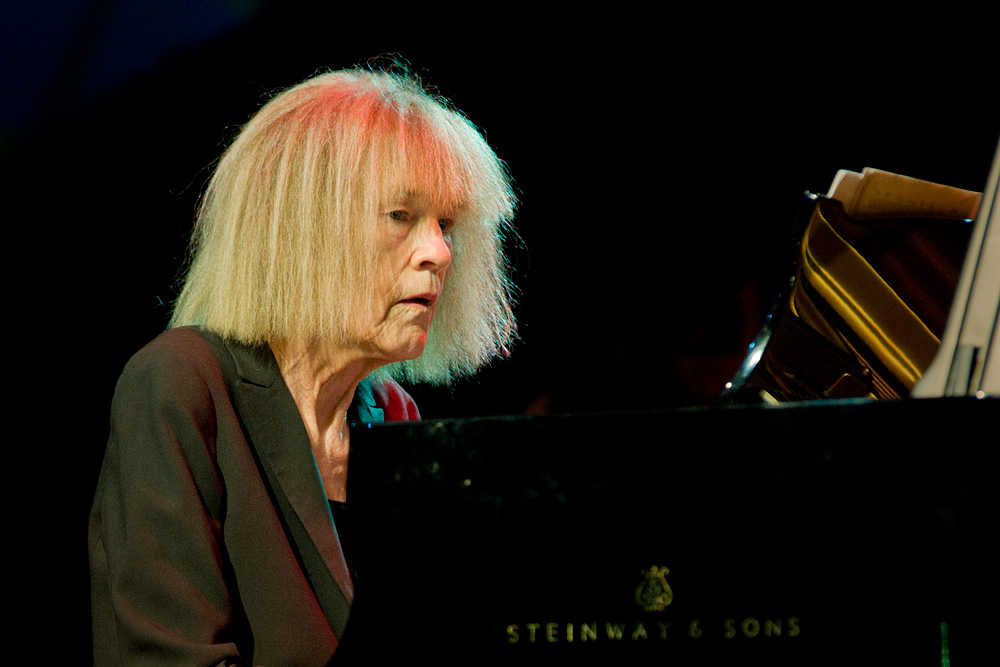
La mère de Karen Mantler, Carla Bley, en 2012.

Karen Mantler fait partie du big band de sa mère, avec laquelle elle enregistre beaucoup jusqu'en 2008.
Entre 1991 et 1993, elle gère le label Watt, créé par ses parents.

## Style
Karen Mantler est une bonne compositrice, dont la musique imprévisible est très influencée par Carla Bley.
Sa musique situe entre le jazz progressif et l'avant-pop sophistiquée, évoquant les expérimentations de David Byrne, Laurie Anderson, Nellie McKay ou Robert Wyatt. Ses paroles adoptent souvent la forme du faux-naïf.

## Discographie

### En tant que leader
- 1989 : My Cat Arnold[9] (XtraWATT)
- 1990 : Karen Mantler and Her Cat Arnold Get the Flu[10] (XtraWATT)
- 1996 : Farewell[4] (XtraWATT) (XtraWATT)
- 2000 : Karen Mantler's Pet Project[5] (Virgin)
- 2014 : Business Is Bad (XtraWATT)
- 2017 : Go Figure avec Peter Blegvad, Chris Cutler, John Greaves (Rer)

### En tant qu'accompagnatrice

#### AvecCarla Bley
- 1971 : Escalator over the Hill (JCOA)
- 1974 : Tropic Appetites (WATT)
- 1979 : Musique Mecanique (WATT)
- 1989 : Fleur carnivore (WATT)
- 1991 : The Very Big Carla Bley Band (WATT)
- 1993 : Big Band Theory (WATT)
- 1996 : The Carla Bley Big Band Goes to Church (WATT)
- 2003 : Looking for America (WATT)
- 2008 : Appearing Nightly (WATT)

#### Avec d'autres
Avec Robbie Dupree (en)
- 1989 : Carried Away (Village Green/Gold Castle)

Avec Motohiko Hino (en)
- 1992 : Sailing Stone (Gramavision)
- 1993 : It's There (Enja)

Avec Steve Swallow
- 1992 : Swallow (XtraWATT)

Avec Michael Mantler
- 1993 : Folly Seeing All This (ECM)
- 1997 : The School of Understanding (ECM)

Avec Artie Traum (en)
- 2002 : South of Lafayette (Roaring Stream)

Avec Robert Wyatt
- 2003 : Cuckooland (Rykodisc)

Avec John Greaves
- 2008 : Verlaine (Harmonia Mundi)